# Ducatul Urbino
Ducatul Urbino a fost un stat suveran din regiunea italiană Marche. Capitala a fost mutată în 1523 de la Urbino la Pesaro. Fiind marcat de domnia familiei Da Montefeltro, statul a fost cucerit de Cesare Borgia, apoi a trecut în mâinile familiei Della Rovere, care l-a deținut cu o scurtă întrerupere, între 1625 și 1631. După moartea ultimului membru al familiei Della Rovere, ducatul și-a pierdut independența și a trecut sub suzeranitatea Statului Papal.

## Legături eterne
Materiale media legate de Ducatul Urbino la Wikimedia Commons